# Iván García Casado
Iván García Casado (Barcelona, Barcelona, España; 16 de septiembre de 1986) es un jugador español de baloncesto. Juega de alero y su último equipo ha sido el Regal FC Barcelona de la liga ACB de España. Actualmente juega en la liga de alto nivel Tot Basquet.

## Trayectoria
Tras salir de la cantera del Barça se marchó al WTC Cornellá, de la LEB 2, primero, y después al CAI Zaragoza, aunque acabó cedido en el Huesca. En 2009 estaba libre firmando un contrato de 1 año con Valencia Basket. Finalmente opta por volver a la cantera del FC Barcelona. En el verano de 2013 ficha por el Club Ourense Baloncesto.
Ya tiene experiencia en la LEB Plata, pues jugó con el Cornellá en la temporada 2005/06, cuando sólo tenía dieciocho años. «Sigo la liga y me gustó cuando jugué. Hay quien cree que es una competición más amateur y no es así, es muy profesional y hay muy buenos jugadores». Desde entonces considera que ha mejorado su lectura del juego y que con su experiencia en el CAI ha mejorado al medirse con jugadores más grandes y con más experiencia, que le han ayudado a progresar. «Antes quizá sí basaba más mi juego en el tiro de atrás y ahora me apoyo en otras situaciones».

### Selección nacional
Fue uno de los juniors que ganaron el Campeonato de Europa de la categoría defendiendo la camiseta de España junior que se hizo con el oro en el Eurobasket U18 de Zaragoza en 2004 junto a Carlos Suárez, Sergio Rodríguez y Sergio Llull, entre otros, y ha sido también internacional sub-20.